# Església de Sant Esteve (Caramany)
L'Església de Sant Esteve de Caramany (en francès, Église Saint-Étienne de Caramany) és una església medieval situada a la comuna de Caramany, al departament francès dels Pirineus Orientals.

## Situació
L'església de Sant Esteve es troba al nord de l'antic poble, envoltada pel sud, l'est i el nord per la Rue de l'Église (carrer de l'església). Es troba al costat d'un edifici al seu costat occidental.

## Història
L'església es esmentada el 1356. L'edifici principal de l'església actual data del segle xv.
El campanar es va construir entre 1847 i 1849, decidit per François Bria, pastor de la vila de 1830 fins a 1849. L'agost de 1842, l'ajuntament del poble va adoptar una deliberació que expressava la necessitat d'equipar l'església d'un rellotge, però els faltava els mitjans financers per aconseguir-ho. No obstant això, a partir de l'any següent, el mateix consell va votar per finançar la construcció del campanar i el control de les campanes. Va ser el cura Bria qui va dibuixar el pla de les obres, que són realitzades la major part pels habitants del poble. Iniciat el 1845, l'obra no va finalitzar fins a juny de 1848. El campanar va ser finalment beneït el 3 d'agost de 1848, el dia de Sant Esteve.
El rellotge mecànic va ser substituït durant la dècada del 1960 per un rellotge elèctric. També és en aquest moment quan s'instal·la un pèndol al campanar.
El campanar està inclòs en la llista de monuments històrics francesos per decret del 23 d'octubre de 1972. Tanmateix, la placa que menciona aquesta inscripció no es va instal·lar fins al 4 de setembre de 2016, en presència de diverses personalitats polítiques incloses Ségolène Neuville, Secretària d'Estat.

## Arquitectura
La nau conté quatre capelles.
El campanar presenta la característica de ser travessat per grans òculs. Les cantonades de la planta superior estan superades per boles, que donen suport a tres etapes successives d'alerons que formen les cadiretes del campanar i s'estrenyen cap al cim, superat per una pilota on s'ha instal·lat una creu de ferro forjat.

## Funció
L'església de Sant Esteve de Caramany constitueix l'església parroquial del poble. És una de les esglésies de la comunitat parroquial de Saint-Étienne / Haut-Libéral, amb seu a Ille-sur-Têt, i que també cobreix les parròquies de Bélesta, Boule-d'Amont, Bouleternère, Casefabre, Corbère, Corbère-les-Cabanes, Montalba-le-Château, Ille-sur-Têt, La Bastide, Prunet-et-Belpuig, Saint-Marsal, Saint-Michel-de-Llotes, Rodès, i Trévillach.
L'església és accessible a petició prèvia i està integrada a les visites guiades organitzades regularment per l'associació local Pari du lac durant l'estiu. Les misses se celebren puntualment.
L'església en el seu conjunt és propietat de la comuna.

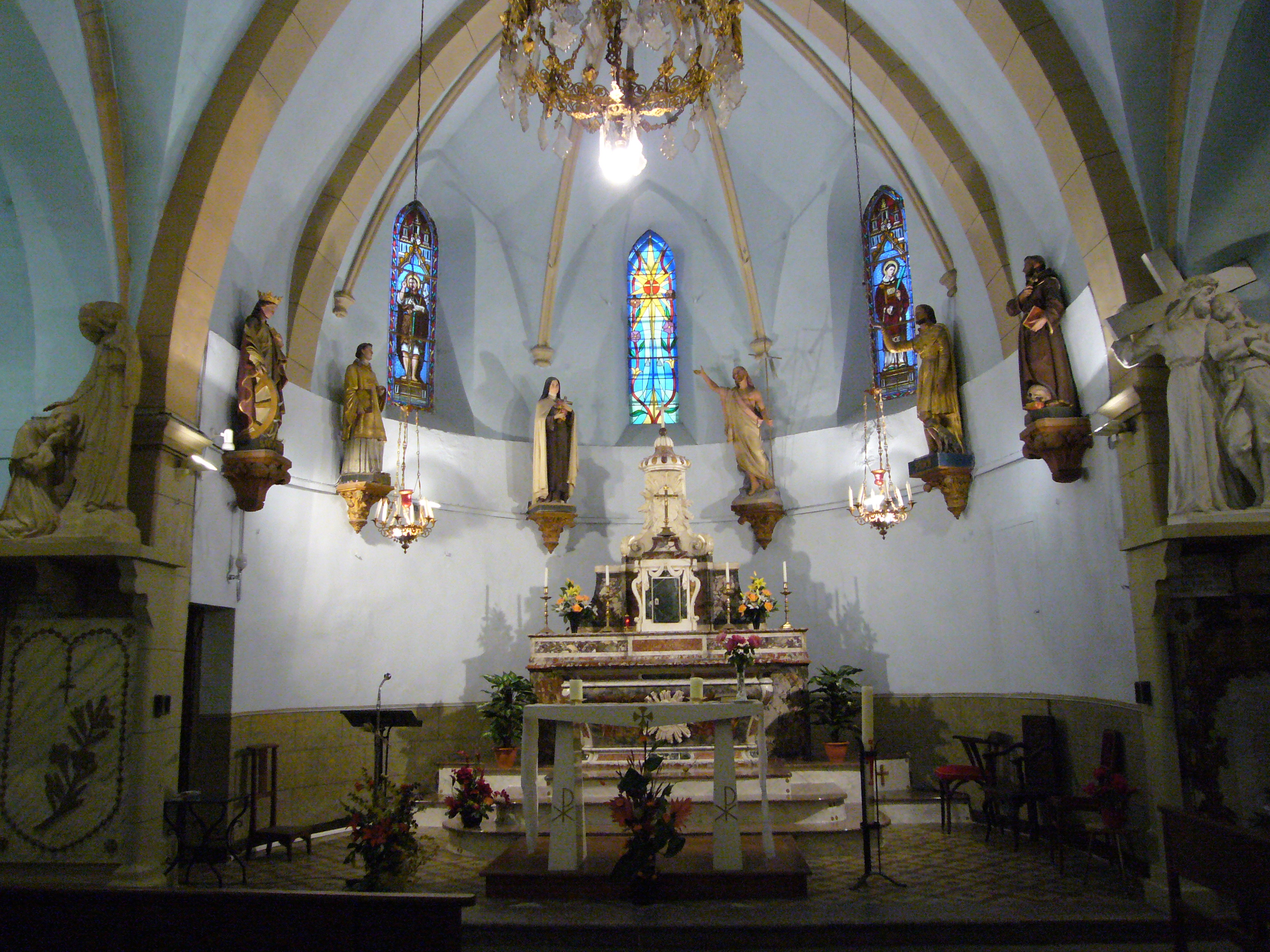
Altar i cor de l'església
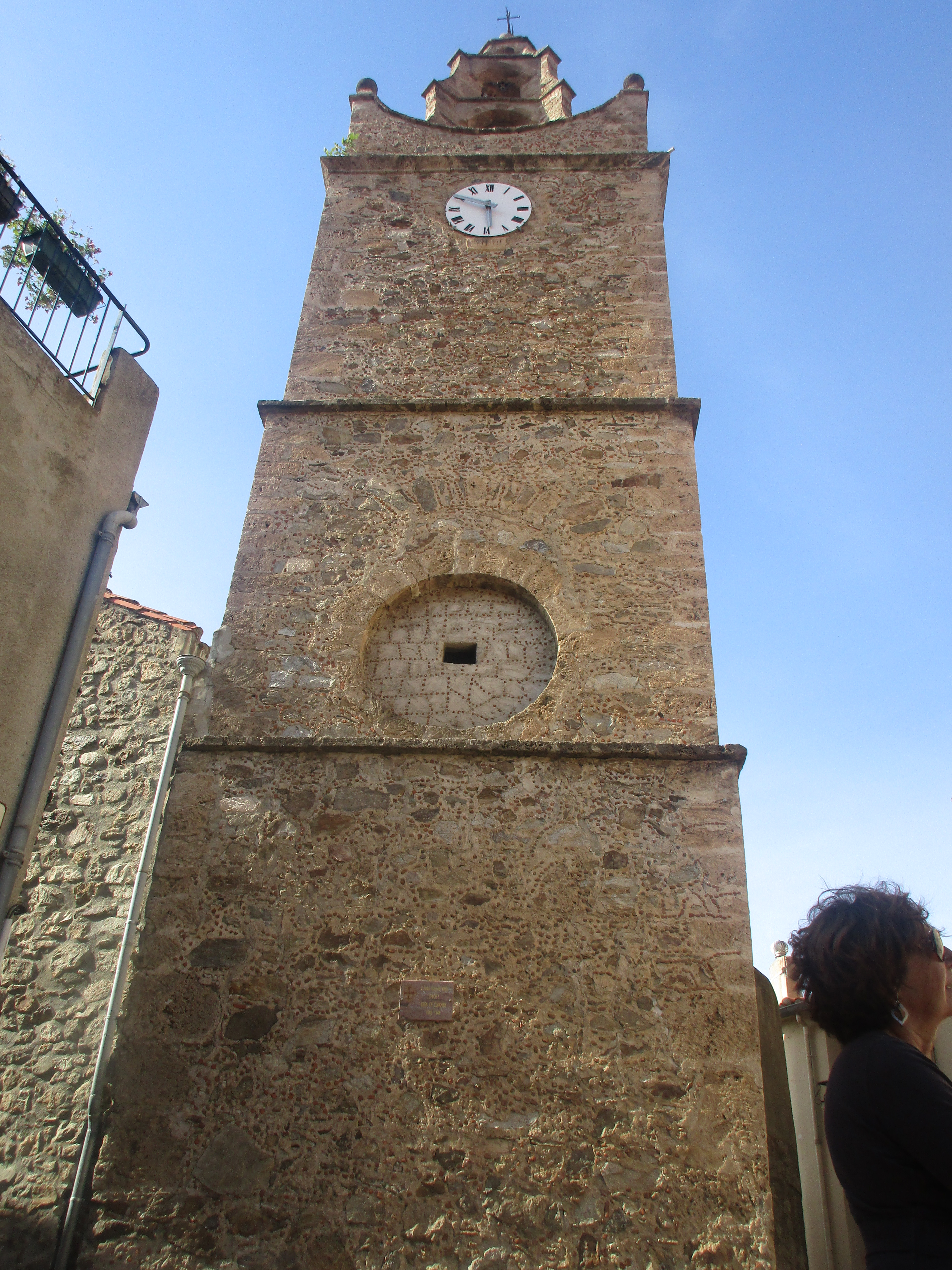
Vista del campanar, el seu òcul i la placa commemorativa